# Toru Sano
Toru Sano (giapponese: 佐野 達; Shizuoka, 19 settembre 1963) è un ex calciatore giapponese, di ruolo difensore.

## Carriera

### Club
Dal 1986 al 1992 ha giocato solo con il Nissan Motors (successivamente Yokohama F. Marinos.

### Nazionale
Con la Nazionale giapponese conta 9 presenze.

## Palmarès
- Coppa JSL: 3

Nissan Motors: 1988, 1989, 1990
- Coppa dell'Imperatore: 3

Nissan Motors: 1988, 1989, 1991
- Campionato giapponese: 2

Nissan Motors: 1988-1989, 1989-1990
- Coppa delle Coppe dell'AFC: 1

Nissan Motors: 1991-1992